# Louise Ellman

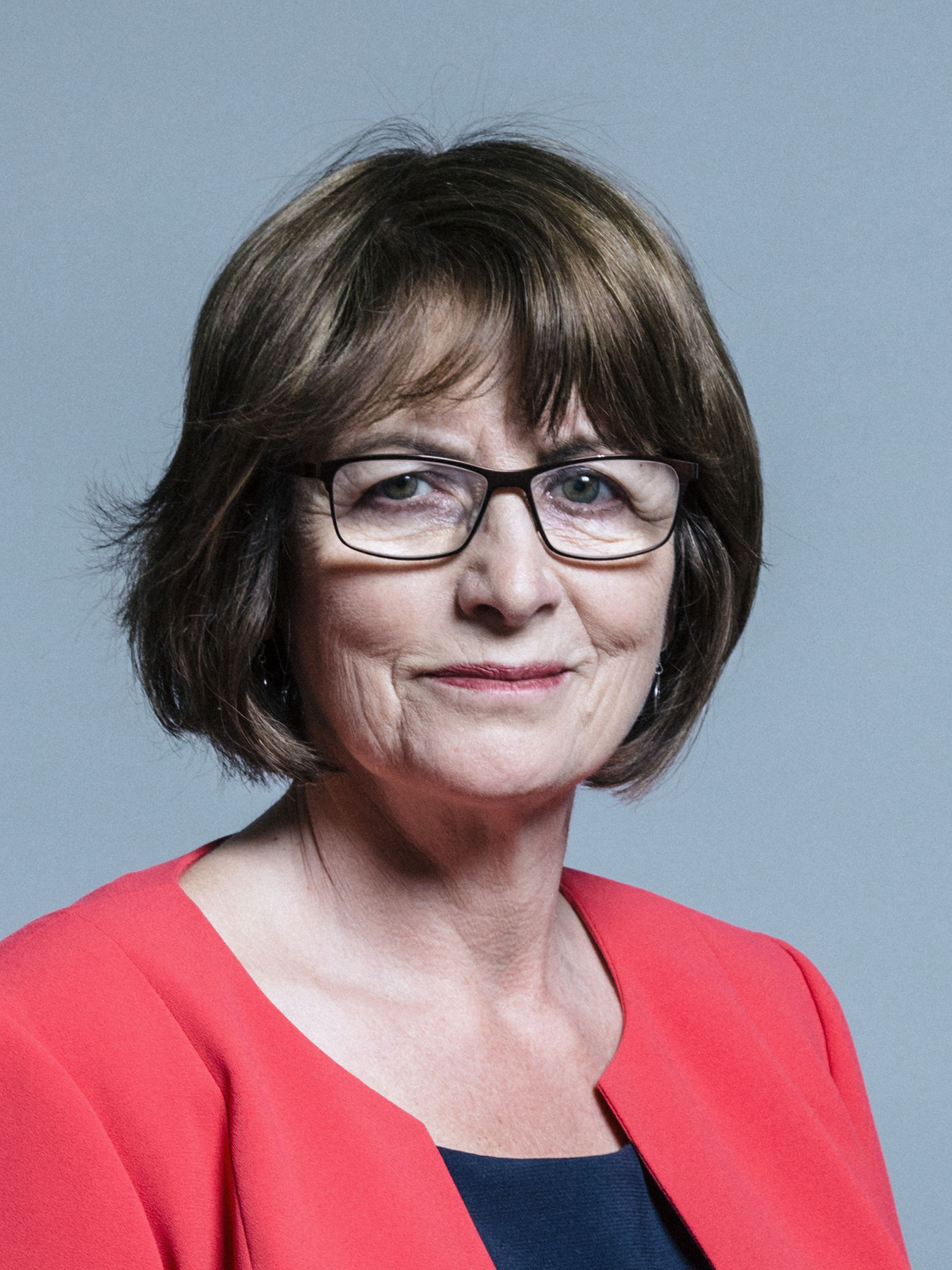
Louise Ellman (Juni 2017)

Dame Louise Joyce Ellman DBE (geborene Rosenberg, * 14. November 1945 in Manchester) ist eine ehemalige britische Politikerin.
Sie wurde bei der Britischen Unterhauswahl 1997 als Abgeordnete für den Wahlbezirk Liverpool Riverside ins House of Commons gewählt. Sie wurde mehrfach wiedergewählt und hatte den Parlamentssitz bis 2019 inne. Von 2008 bis 2017 war sie Vorsitzende des Verkehrsausschusses des britischen Unterhauses. Ursprünglich gehörte sie der Co-operative Party und der Labour Party an, verließ Labour jedoch im Oktober 2019 aufgrund von Differenzen mit Jeremy Corbyn und der Sorge vor dem wachsenden Antisemitismus in der Partei. Ellman trat daraufhin bei der Britische Unterhauswahl 2019 nicht erneut an und schied aus dem House of Commons aus. Im Jahr 2021 wurde sie auf Einladung des neuen Parteichefs, Keir Starmer, erneut Mitglied der Labour Partei.
2018 wurde sie als Dame Commander des Order of the British Empire geadelt.
Ellman ist Mitglied des Jewish Leadership Councils und gilt als Verfechterin einer pro-israelischen Politik.

## Ausbildung und frühe Karriere
Louise Joyce Rosenberg wurde in Manchester in eine gläubige jüdische Familie geboren. Ihre Familie stammt väterlicherseits aus Litauen. Sie besuchte die private Manchester High School for Girls, studierte anschließend an der University of Hull (BA in Soziologie und Geschichte, 1967) sowie an der University of York (MPhil in Sozialverwaltung, 1972).
Als Teenager engagierte sie sich in der zionistischen Arbeiterbewegung Habonim und verbrachte nach dem Studium ein Jahr in Israel an einem Ulpan, wo sie Hebräisch lernte und ihren Ehemann kennenlernte.
Von 1970 bis 1976 war sie Dozentin an der Open University.
Sie wurde 1970 als Stadträtin in den Lancashire County Council gewählt, wurde 1977 Labour-Fraktionsvorsitzende und von 1981 bis zu ihrer Wahl ins Parlament Ratsvorsitzende. Sie war stellvertretende Vorsitzende von Lancashire Enterprises.
Bei den Parlamentswahlen 1979 trat sie erfolglos für den Wahlkreis Darwen an und unterlag dem amtierenden konservativen Abgeordneten Charles Fletcher-Cooke mit 13.026 Stimmen.

## Parlamentarische Laufbahn
Bei den Parlamentswahlen 1997 wurde sie für den sicheren Sitz von Liverpool Riverside ins Parlament gewählt. Sie gewann mit einer Mehrheit von 21.799 Stimmen. Bei ihrer Wiederwahl im Jahr 2001 war die Wahlbeteiligung mit 34,1 % die niedrigste im Land.

### Positionen und Abstimmungen
Seit ihrer ersten Amtsperiode war sie Mitglied des Verkehrsausschusses (ehemals Ausschuss für Verkehr, Kommunalverwaltung und Regionen). Am 21. Mai 2008 wurde sie nach dem Tod des Abgeordneten Gwyneth Dunwoody zur Vorsitzenden des Verkehrsausschusses gewählt und nach den Parlamentswahlen 2015 ohne Gegenkandidaten als Vorsitzende bestätigt.
Laut der Website Public Whip stimmte Ellman wiederholt für den Irak-Krieg, gegen eine Untersuchung dieses Krieges und für die Erneuerung von Trident, dem britischen Atomwaffenprogramm. Sie stimmte sehr selten gegen die Parteilinie.
Bei der Führungswahl der Labour Party 2015 nominierte sie Liz Kendall.
Sie unterstützte Owen Smith bei dem gescheiterten Versuch, Jeremy Corbyn bei der Führungswahl 2016 zu ersetzen.

### Israel
Ellman war von 2006 bis 2016 Vorsitzende der Jüdischen Arbeiterbewegung, danach wurde sie deren Ehrenpräsidentin. Sie war außerdem stellvertretende Vorsitzende der Labour Friends of Israel und trat im August 2019 die Nachfolge von Joan Ryan als Vorsitzende an. Sie kündigte an, nach ihrem Austritt aus der Labour Party Mitglied der LFI zu bleiben. Sie war Vorsitzende der parteiübergreifenden parlamentarischen Freundschaftsgruppe zwischen Großbritannien und Israel.
Die Times of Israel nannte sie „hart im Nehmen“ und „eine unerschrockene Freundin Israels“. Laut einem Biographen im Jewish Chronicle „kann Ellman immer aufgefordert werden, Israel auf den grünen Bänken zu verteidigen“ (d. h. im britischen Parlament). Der Jewish Telegraph sagte: „Die verhaltene Labour-Abgeordnete Louise Ellman hat nie Angst davor, bei jeder parlamentarischen Gelegenheit offen ihre jüdische Identität zu verkünden und für Israel und gegen den islamischen Extremismus zu kämpfen.“ Im September 2019 sagte Ellman, sie „teile die Befürchtungen“ anderer im Vereinigten Königreich lebender Juden hinsichtlich der Aussicht auf eine Labour-Regierung unter Jeremy Corbyn und verstehe, warum sie „ernsthaft darüber nachdenken würden, das Land zu verlassen“. Im Oktober 2019 sagte sie: „Ich bin nicht absolut davon überzeugt, dass er eine große Gefahr für die jüdische Gemeinschaft darstellen wird, aber ich mache mir große Sorgen, dass es möglich ist, dass er es könnte.“

### Wahlkreis
Im Jahr 2016 sagte Ellman, dass eine kleine Anzahl der Mitglieder, die sich nach Corbyns Wahl zum Vorsitzenden der Labour-Partei in ihrem Wahlkreis angeschlossen hatten, „von Nahostthemen besessen“ zu sein schienen, dass es bei Wahlkreisversammlungen eine „sehr unangenehme Atmosphäre“ gegeben habe, und das ihr gegenüber antisemitische Bemerkungen entgegengebracht wurden. Sie sagte auch, dass die örtliche Momentum-Gruppe als „Partei innerhalb einer Partei“ agiere und forderte die Suspendierung und Untersuchung ihrer Wahlkreispartei. Ein führendes lokales Momentum-Mitglied wies die Vorwürfe zurück.

### Rücktritt
Anfang Oktober 2019 wurde ein Misstrauensantrag gegen Ellman, der an Jom Kippur, dem heiligsten Tag des jüdischen Kalenders, stattfinden sollte, in einem Zweig der Labour Party ihres Wahlkreises zur Diskussion vorgelegt. Der Zeitpunkt des Antrags wurde von Ellman selbst kritisiert, die ihn als „besonders heimtückisch“ bezeichnete; und von Marie van der Zyl, Präsidentin des Board of Deputies der britischen Juden, die sagte, dies bedeute, dass Ellman „nicht einmal die Möglichkeit haben würde, zu antworten“. Ein Sprecher der Labour-Partei sagte, dass Misstrauensanträge „keine formelle Gültigkeit hätten“, während eine andere Quelle andeutete, dass der Antrag wahrscheinlich nicht zur Abstimmung gebracht werde. Zwei weitere Misstrauensanträge wurden später zur Debatte in anderen Zweigstellen der Liverpool Riverside Wahlkreispartei eingereicht. Das Büro der North-West Labour Party teilte später den Ortsverbänden mit, dass keiner der Anträge besprochen werden sollte, und verwies auf die möglichen nachteiligen Auswirkungen, die eine solche Diskussion auf die bevorstehende Stichwahl haben könnte.
Am 16. Oktober 2019 trat Ellman aus der Labour Party aus und verwies auf ihre Besorgnis über den Antisemitismus in der Partei und ihre Überzeugung, dass der Antisemitismus in der Labour Party unter der Führung von Jeremy Corbyn floriert habe. Sie schrieb: „Unter Jeremy Corbyns Führung ist Antisemitismus in der Labour Party zum Mainstream geworden. Jüdische Mitglieder wurden gemobbt, misshandelt und vertrieben. Antisemiten fühlten sich wohl und abscheuliche Verschwörungstheorien wurden propagiert … die überwältigende Mehrheit der jüdischen Gemeinde hat Angst davor, was eine Corbyn-Regierung für die britischen Juden bedeuten könnte ... [er ist ein Mann], der drei Jahrzehnte auf den Hinterbänken verbrachte und mit Antisemiten, Holocaustleugnern und Terroristen verkehrte und sie nie konfrontierte.“ Labour antwortete, dass „Jeremy Corbyn und die Labour Party sich voll und ganz der Unterstützung, Verteidigung und Feier der jüdischen Gemeinschaft verschrieben haben und weiterhin entschlossene Maßnahmen ergreifen, um Antisemitismus in der Partei und der Gesellschaft insgesamt auszumerzen.“
Ihre Wahlkreispartei sagte später: „Die Labour Party erkennt die harte Arbeit und das Engagement an, die Louise ihren Wählern in den letzten 22 Jahren gezeigt hat. Leider hat sie bei der letzten Wahlkreisparteisitzung sehr deutlich gemacht, dass sie eine von Jeremy Corbyn geführte Regierung nicht unterstützen kann. Das bedeutete unweigerlich, dass Louise ausgelöst wurde und es sehr unwahrscheinlich war, dass sie einen Wiederauswahlprozess gewinnen würde.“ Die Wahlkreispartei erklärte in einer weiteren Erklärung, dass der Wunsch vieler lokaler Mitglieder nach einem Wiederwahlwettbewerb auf langjährige politische Differenzen über Ellmans Unterstützung für den Irak-Krieg, ihre mangelnde Unterstützung für Corbyns Politik und Kritik an der Führung sowie auf ihre jüngste Äußerung zurückzuführen sei Anlass zur Sorge hinsichtlich einer künftigen Labour-Regierung. Die Wahlkreispartei verurteilte Antisemitismus gegen Ellman oder anderswo, bezeichnete sie jedoch als eine falsche Darstellung der örtlichen Partei und sagte, dass viele ihrer jüdischen Mitglieder ihre Ansichten nicht anerkennen oder akzeptierten.